# Chœur des Cosaques du Don

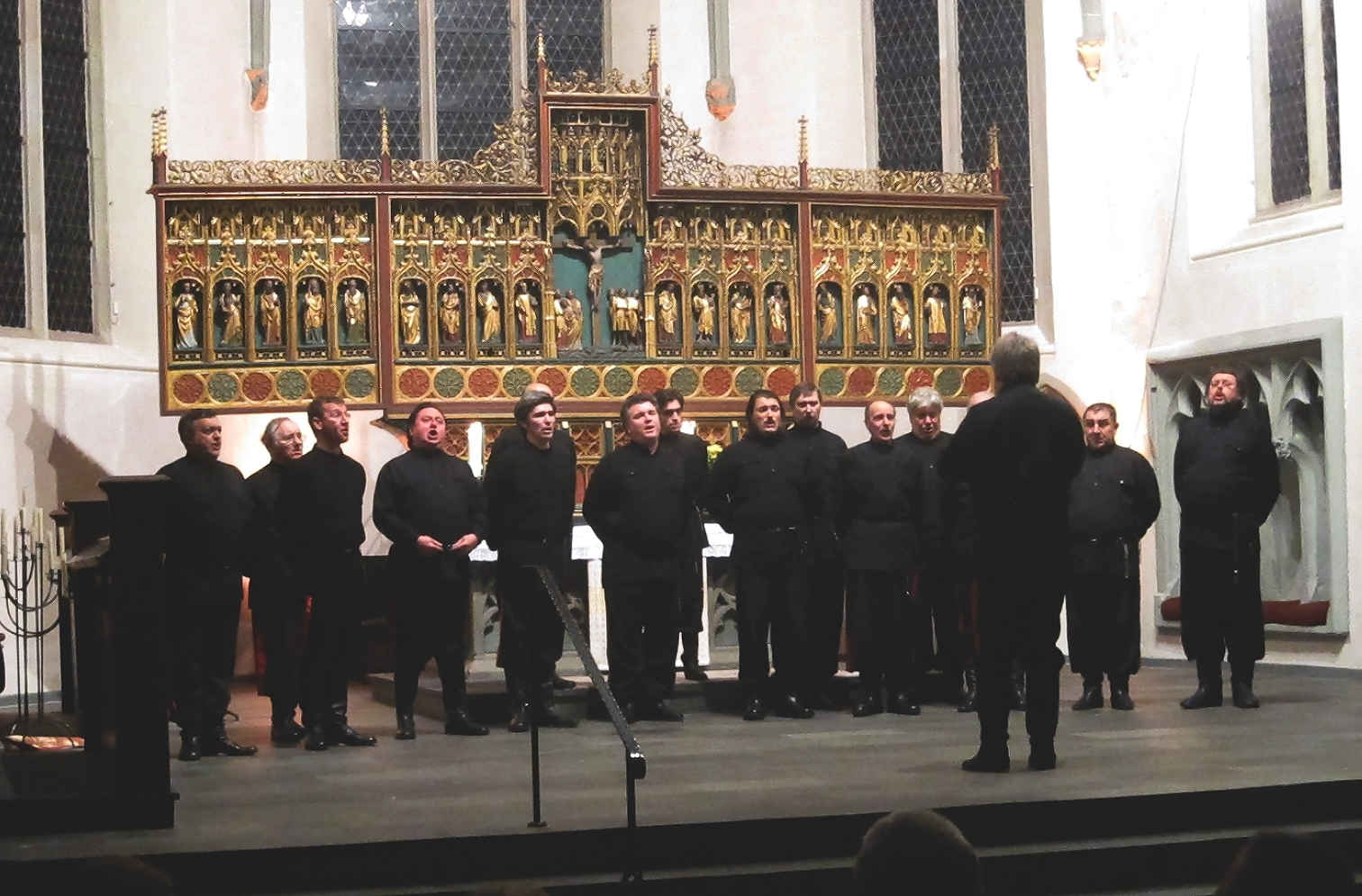
Chœur des Cosaques du Don de Serge Jaroff

Le Chœur des Cosaques du Don de Serge Jaroff fut composé de Cosaques russes exilés, il fut fondé en 1921 par Serge Jaroff, qui dirigea cette chorale durant presque soixante ans.

## L'internement au camp de Çilingir
Après la défaite totale de l'Armée blanche face à l'Armée rouge en Crimée, de nombreux Cosaques se résolurent à la diaspora. En 1921, certains réfugiés russes furent détenus dans le camp d'internement turc de Çilingir situé près d'Istanbul. Dans ce camp, Serge Jaroff forma une chorale composée d'anciens d'officiers de l'armée impériale de Russie. La plupart de ces hommes avaient appartenu à la division des Cosaques du Don, la troisième division fut internée à l'île de Lemnos. Les Cosaques débutèrent en chantant dans les services religieux de leur église. Pour améliorer leur situation, ils commencèrent à donner des concerts en plein air, et devinrent particulièrement populaires auprès des Britanniques. Le lieutenant cosaque Serge Jaroff travailla d'arrache-pied sur le répertoire de la chorale, jusqu'au jour où une superbe occasion se présenta à eux. Les troupes furent expédiées du camp d'internement de Çilingir et de l'ile de Lemnos vers la ville de Burgas en Bulgarie, l'envoyé russe suggéra d'attacher Serge Jaroff et son groupe à l'église. Bien que la paroisse, très pauvre, éprouvât de grandes difficultés à soutenir financièrement le chœur, l'offre fut acceptée par les membres de la chorale, mais ils durent en plus de la chorale exercer une profession.

## Sofia
Serge Jaroff et sa chorale quittèrent les tentes du camp d'internement pour les casernes de Sofia, mises à disposition par le ministère de la Défense. Leur début à la cathédrale Alexandre Nevsky de Sofia le 23 juin 1923 fut excellent pour leur moral. À l'occasion de ce concert, le chœur était composé de trente-deux chanteurs professionnels d'un niveau artistique très élevé. Le chœur se vit offrir une tournée en France, mais l'état de leurs finances ne leur permit pas d'y répondre. La chorale fit donc ses débuts le 4 juillet 1923 à la Hofburg à Vienne en Autriche. Dans cette ville, le chœur des Cosaques du Don connut un succès retentissant. Après cet incroyable succès dans la capitale autrichienne, le directeur de l'agence leur prédit que la chorale ne chanterait pas une fois mais mille fois. En fait, ils allaient assurer par la suite dix mille concerts. Ils se rendirent pour la première fois aux États-Unis en 1930, et tous les membres de la chorale reçurent la nationalité américaine en 1936.

## Seconde Guerre mondiale
Les membres de la chorale des Cosaques du Don s'installèrent aux États-Unis et l'Américain Sol Hurok (1888–1974) devint l'impresario du chœur. La Seconde Guerre mondiale menaça la chorale. En 1963, ils se produisirent au Konzertdirektion Collien à Hambourg. En 1960, ils donnèrent des concerts à Cologne où Serge Jaroff fit la connaissance de celui qui devint son ami Otto Hofner. Le 20 mars 1981, Serge Jaroff céda les droits du chœur à Otto Hofner, ce dernier réalisa également trois longs métrages et six films de télévision.
Le chœur des Cosaques du Don fut très populaire en Amérique, il fit des tournées internationales en 1930, 1940, 1950. Les membres du chœur se présentaient sur scène habillés en cosaques et chantaient a cappella le répertoire de la musique sacrée russe, des musiques d'opéra, les chants de l'armée impériale de Russie, les chants folkloriques russes et les danses cosaques.
Le 20 mars 1979, le chœur donne son dernier concert à la salle Pleyel à Paris. Serge Jaroff effectua sa dernière tournée lors de la saison de 1978–1979, mais continua à diriger le chœur jusqu'en 1981.

## Michael Minsky
En 1985, Otto Hofner entra en contact avec Michael Minsky. Se conformant aux souhaits de Serge Jaroff, Otto Hofner organisa une tournée avec Nicolaï Gedda comme soliste et Minsky en qualité de chef de chœur. Depuis 1948, Michael Minsky était en contrat avec le Chœur des Cosaques du Don de Serge Jaroff et soliste en 1964. En 1986, la tournée en mémoire de Serge Jaroff fut un grand succès, mais lorsque Mikhaïl Minsky tomba malade, Nikolaï Gedda ne put chanter chaque jour. En 2001, Otto Hofner transféra tous les droits du chœur à Wanja Hlibka.

## Voix unique
Le chœur des Cosaques du Don fut reconnu pour la qualité de ses ténors et la profondeur de ses basses, tout particulièrement Piotr Mihaïlik. Il a été signalé qu'il pouvait atteindre la dernière note du piano sans difficulté. Ce mélange de voix a fourni une nouvelle expérience pour le public occidental. Il fut remarqué qu'à l'Ouest les compositeurs ont tendance à se concentrer sur les voix hautes, alors que les compositeurs de l'Est s'orientaient vers les puissances de voix les plus basses.

## Un aperçu de leur répertoire
- Abendglocken
- Wolgaschlepper
- Kalinka
- Les Nuits de Moscou
- Korobuschka
- Les Yeux noirs
- Ich bete an die Macht der Liebe
- Reitermarsch
- Zwölf Räuber